# Oordegem
Oordegem es un pueblo de la provincia de Flandes Oriental y un submunicipio del municipio de Lede, ambos en Bélgica. Fue un municipio independiente hasta la reorganización municipal de 1977. Oordegem se encuentra en Denderstreek.
Sus habitantes suelen ser apodados polkaboeren («campesinos de polca»).

## Historia
El señorío de Oordegem perteneció sucesivamente a las familias de Ordengem, de Laval, Turpin, Mastaing y Vilain hasta finales del siglo XVIII. Finalmente, pasó a manos de la duquesa de Laragnais. El señorío libre de Hof ter Lichtervelde pasó a manos de la familia de la Force en 1544. Oordegem fue la capital del cantón en 1801.

## Naturaleza y paisaje
Oordegem se encuentra en la región francoarenosa de Flandes. Su altitud es de aproximadamente 40 metros. El principal curso de agua es el Molenbeek, que fluye hacia el norte, rumbo al río Escalda.

## Transporte
La autopista recta entre Gante y Bruselas (N9) atraviesa el centro del pueblo. El sur de Oordegem está atravesado por la autopista A10/E40, que, sin embargo, no tiene acceso ni salida.

## Deporte
Oordegem cuenta como principal centro deportivo el Estadio Putbos, un estadio de atletismo conocido por su pista rápida para competiciones internacionales como la Reunión Atlética Internacional de Flandes (IFAM) y el Memorial Putbos. También es sede del club de atletismo Vlierzele Sportief.

## Lugares de interés
- En el centro de la plaza del pueblo se encuentra la Iglesia de San Martín. Esta iglesia gótica fue construida en el siglo XIV con piedra de Ledia. En los siglos XVII y XVIII se añadieron las naves laterales con ladrillo. Sobre la puerta de la iglesia, se puede ver la estatua ecuestre de san Martín de Tours, patrón de la parroquia.
- Cerca de la iglesia se encontraba la posada De Drie Koningen, demolida en 1963. Antiguamente, esta era la sede del tribunal, una sala con cuatro bancos donde se celebraban los procedimientos judiciales.
- El Fauconniersmolen, de piedra, se alza en Grote Steenweg y recibió el nombre de su constructor en 1845. Hasta 1900, fue un molino de aceite y cereales, y hasta 1935, exclusivamente de cereales. En 1973, el gobierno provincial se convirtió en su propietario. Tres años después del incendio de 1976, el molino fue completamente restaurado.
- Una casa unifamiliar de 1709, situada en Oordegemdorp 59.[3]
- El molino de agua en Molenbeek.

## Galería

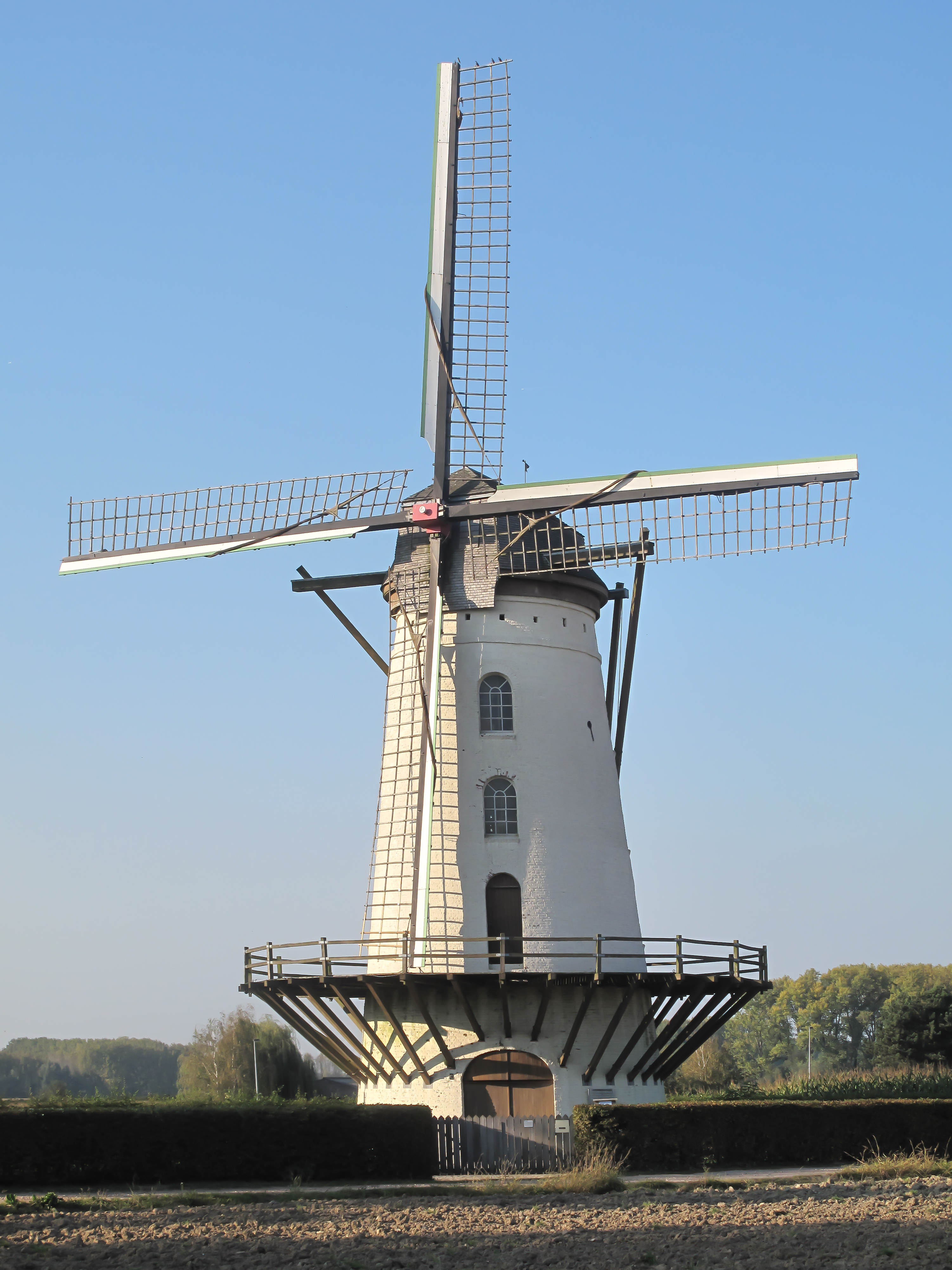
Molino de Fauconniers.
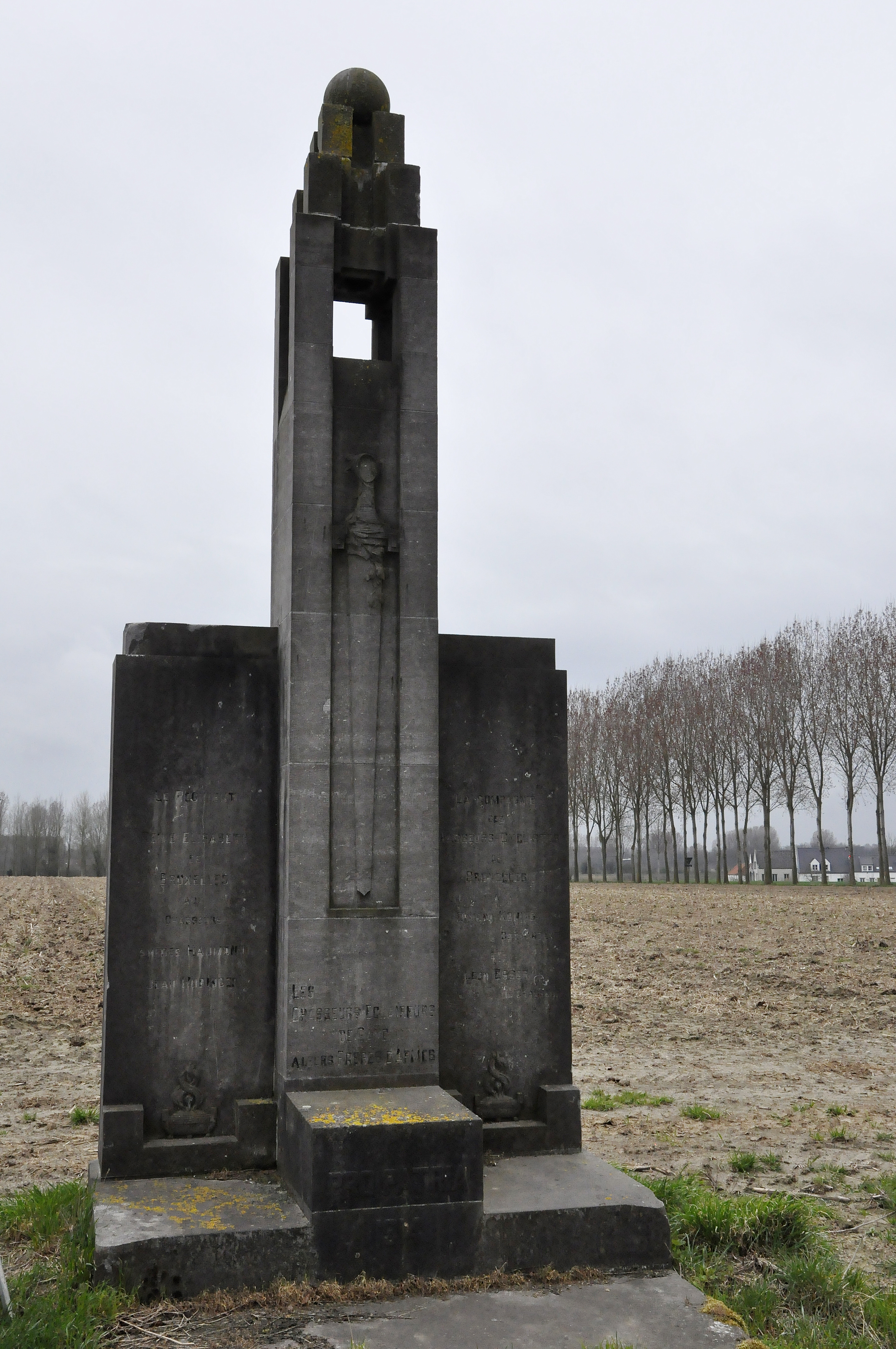
Monumento de guerra (véase enlaces externos).